# Rio da Água Péte Péte
O Rio da Água Péte Péte é um curso de água do arquipélago de São Tomé e Príncipe, localizado no distrito de Mé-Zóchi, ilha de São Tomé. Este curso de água corre para Oeste até encontrar o mar junto à Praia do Melão.